# Plage du Gouverneur (Limassol)
 (juin 2025).
La plage du Gouverneur (grec moderne : Ακτή του Κυβερνήτη ; en anglais Governor's Beach) est située en partie dans le District de Larnaca et dans celui de Limassol sur l'île de Chypre. C'est une côte de 2 km de littoral, avec des plages de sable et des eaux cristallines. La région est inconnue de la plupart des habitants et des touristes. En raison de la structure du littoral, composé de petites criques bien cachées, c'est l'une des rares plages nudistes semi-officielles de Chypre.

## Origine du nom
Le nom Governor's Beach vient d'un ancien gouverneur britannique.

## Emplacement
La plage est à environ 40 km à l'ouest de Larnaca et 30 km à l'est de Limassol et bien au-delà de la zone touristique de la ville, mais assez populaire pour bénéficier d'un service de bus quotidien. La plage se trouve au pied de falaises blanches, qui contrastent fortement avec le sable sombre en contrebas qui devient très chaud en plein été.